# Felix Nylund

Drei Schmiede, im Hintergrund das Haus des Spenders Julius Tallberg

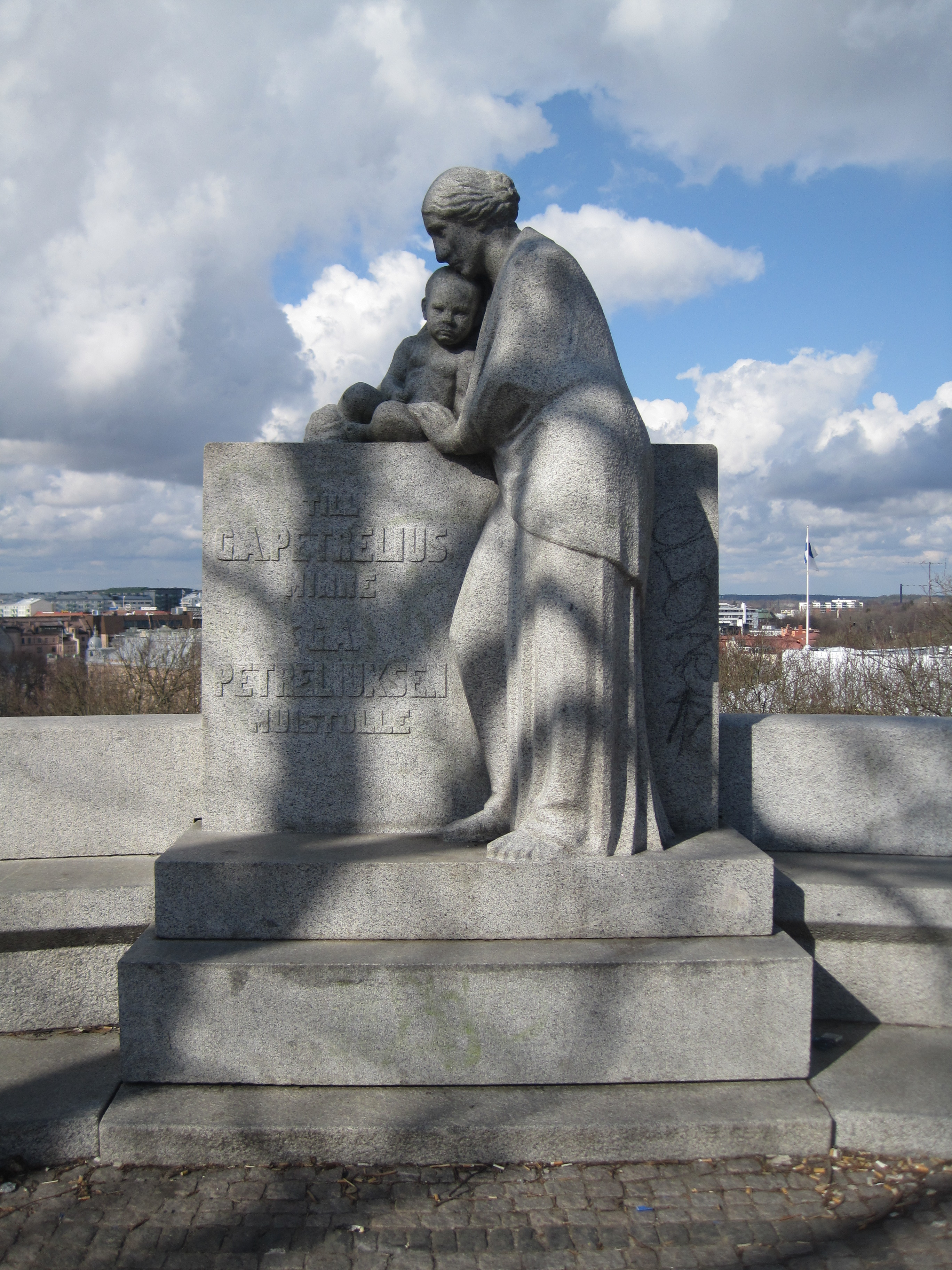
Mutter und Kind

Felix Arthur Nylund (* 15. Mai 1878 in Korpo; † 23. Dezember 1940 in Kauniainen) war ein finnlandschwedischer Bildhauer. Sein bekanntestes Werk, die Skulptur Drei Schmiede, steht im Stadtzentrum von Helsinki auf dem Kolmen sepän aukio (deutsch Drei-Schmiede-Platz) an der Mannerheimintie am Abzweig Aleksanterinkatu (schwedisch: Alexandersgatan, häufig einfach: Aleksi) gegenüber dem Kaufhaus Stockmann.

## Leben und Werk
Nylund schnitzte bereits in seiner Jugend Ornamente. Seine künstlerische Ausbildung begann er 1895 an der Zeichenschule unter der Leitung von Victor Westerholm und setzte sie unter der Leitung von Wilhelm Bissen an der Königlich Dänischen Kunstakademie in Kopenhagen 1899–1901 und an der Académie Colarossi in Paris 1901–1906 fort. Nylund machte auch Studienreisen nach Frankreich und Italien. Ursprünglich ließ er sich vom französisch-skandinavischen Klassizismus inspirieren, aber später erhielt sein Stil auch Elemente, die bei griechischen und ägyptischen Skulpturen zu finden sind. Dafür benutzte er festere Materialien und schuf besonders massive männliche Granitskulpturen. Damit gilt er als Vertreter der neueren finnischen Plastik.
Nylund lebte in den frühen 1900er-Jahren lange Zeit in Kopenhagen und kehrte 1924 nach Finnland zurück. Er war Mitbegründer des Finnischen Bildhauerverbands (Suomen Kuvanveistäjäliitto) und von 1910 bis 1912 sowie zwischen 1924 und 1932 dessen Vorsitzender. Nylund war der letzte Lehrer in der Fine Arts Association der Schule von 1935 bis 1940.
Nylunds berühmteste Skulptur im Zentrum von Helsinki wurde im Dezember 1932 enthüllt. Er war außerdem als Gestalter von Münzen tätig und malte einige Bilder.

## Werke
- Mutter und Kind, Samppalinnanvuori, Turku 1914
- Skulpturen an der Wuorio Hausfassade Helsinki 1928 (abgeschlossen 1913 bis 1914)
- Drei Schmiede, Helsinki, 1932
- Bronzerelief Ehrenström und Engel, Helsinki 1941
- Brunnenfigur eines jungen Fischers, Helsinki